# Карло Тоњати
Карло Тоњати (итал. Carlo Toniatti; Задар, Аустроугарска 1892 — 1968) бивши италијански веслач, учесник Олимпијских игара 1924. одржаних у Паризу и освајач бронзане медаље у дисциплини трке осмераца.

## Биографија
Био је члан задарског Веслачког клуба Диадора. На Европском првенству 1922. у Барселони освојио је друго место у трци осмераца, а 1923. у италијанском граду Комо прво место.
На Олимпијским играма 1924. у Паризу освојио је бронзану медаљу. Поред њега посаду осмерца сачињавала су шесторица Хрвата: три рођена брата Шимун, Фране и Анте Каталинић, Петар Иванов и Бруно Сорић као и два Италијана: Латино Галасо и Ђузепе Кривели.